# Gimnastică la Jocurile Olimpice de vară din 1956

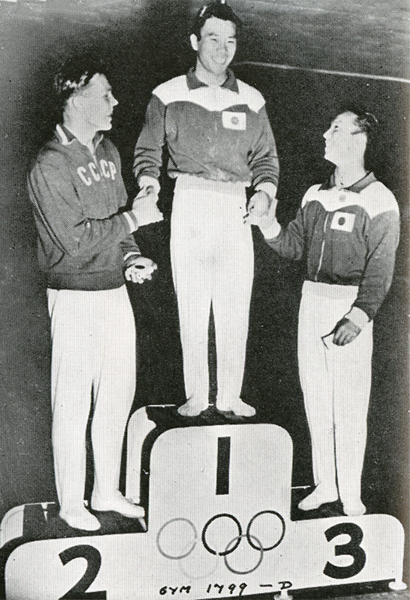
Medaliați la proba de bară fixă

Probele de gimnastică la Jocurile Olimpice de vară din 1956  s-au desfășurat în perioada 3 - 7 decembrie 1956 la West Melbourne Stadium. Au participat 128 de sportivi din 21 de țări.

## Medaliați

### Gimnastică artistică

#### Masculin
| Probă                     | Aur | Argint | Bronz |
| Echipe compus detalii     | Uniunea Sovietică (URS) · Albert Azarean · Viktor Ciukarin · Valentin Muratov · Boris Șahlin · Pavel Stolbov · Iuri Titov | Japonia (JPN) · Nobuyuki Aihara · Akira Kono · Masami Kubota · Takashi Ono · Masao Takemoto · Shinsaku Tsukawaki | Finlanda (FIN) · Raimo Heinonen · Olavi Laimuvirta · Onni Lappalainen · Berndt Lindfors · Martti Mansikka · Kalevi Suoniemi |
| Individual compus detalii | Viktor Ciukarin (URS) | Takashi Ono (JPN)                                                                                                | Iuri Titov (URS) |
| Sol detalii               | Valentin Muratov (URS) | Nobuyuki Aihara (JPN)                                                                                            | |
| Sol detalii               | Valentin Muratov (URS) | William Thoresson (SWE)                                                                                          | |
| Sol detalii               | Valentin Muratov (URS) | Viktor Ciukarin (URS)                                                                                            | |
| Cal cu mânere detalii     | Boris Șahlin (URS) | Takashi Ono (JPN)                                                                                                | Viktor Ciukarin (URS) |
| Inele detalii             | Albert Azarean (URS) | Valentin Muratov (URS)                                                                                           | Masao Takemoto (JPN) |
| Inele detalii             | Albert Azarean (URS) | Valentin Muratov (URS)                                                                                           | Masumi Kubota (JPN) |
| Sărituri detalii          | Helmut Bantz (EUA) | | Iuri Titov (URS) |
| Sărituri detalii          | Valentin Muratov (URS) | | Iuri Titov (URS) |
| Paralele detalii          | Viktor Ciukarin (URS) | Masumi Kubota (JPN)                                                                                              | Takashi Ono (JPN) |
| Paralele detalii          | Viktor Ciukarin (URS) | Masumi Kubota (JPN)                                                                                              | Masao Takemoto (JPN) |
| Bară detalii              | Takashi Ono (JPN) | Iuri Titov (URS)                                                                                                 | Masao Takemoto (JPN) |

#### Feminin
| Probă                             | Aur | Argint | Bronz |
| Echipe compus detalii             | Uniunea Sovietică (URS) · Polina Astahova · Liudmila Egorova · Lidia Kalinina · Larisa Latînina · Tamara Manina · Sofia Muratova  | Ungaria (HUN) · Andrea Molnár-Bodó · Erzsébet Gulyás-Köteles · Ágnes Keleti · Alice Kertész · Margit Korondi · Olga Lemhényi-Tass | România (ROU) · Georgeta Hurmuzachi · Sonia Iovan · Elena Leușteanu · Elena Mărgărit · Elena Săcălici · Emilia Vătășoiu              |
| Individual compus detalii         | Larisa Latînina (URS) | Ágnes Keleti (HUN) | Sofia Muratova (URS) |
| Sărituri detalii                  | Larisa Latînina (URS) | Tamara Manina (URS) | Olga Lemhényi-Tass (HUN) |
| Sărituri detalii                  | Larisa Latînina (URS) | Tamara Manina (URS) | Ann-Sofi Pettersson (SWE) |
| Paralele inegale detalii          | Ágnes Keleti (HUN) | Larisa Latînina (URS) | Sofia Muratova (URS) |
| Bârnă detalii                     | Ágnes Keleti (HUN) | Eva Bosáková (TCH) | |
| Bârnă detalii                     | Ágnes Keleti (HUN) | Tamara Manina (URS) | |
| Sol detalii                       | Ágnes Keleti (HUN) | | Elena Leușteanu (ROU) |
| Sol detalii                       | Larisa Latînina (URS) | | Elena Leușteanu (ROU) |
| Echipe, obiecte portative detalii | Ungaria (HUN) · Andrea Molnár-Bodó · Erzsébet Gulyás-Köteles · Ágnes Keleti · Alice Kertész · Margit Korondi · Olga Lemhényi-Tass | Suedia (SWE) · Karin Lindberg · Ann-Sofi Pettersson · Eva Rönström · Evy Berggren · Doris Hedberg · Maud Karlén                   | Uniunea Sovietică (URS) · Polina Astahova · Liudmila Egorova · Lidia Kalinina · Larisa Latînina · Tamara Manina · Sofia Muratova     |
| Echipe, obiecte portative detalii | Ungaria (HUN) · Andrea Molnár-Bodó · Erzsébet Gulyás-Köteles · Ágnes Keleti · Alice Kertész · Margit Korondi · Olga Lemhényi-Tass | Suedia (SWE) · Karin Lindberg · Ann-Sofi Pettersson · Eva Rönström · Evy Berggren · Doris Hedberg · Maud Karlén                   | Polonia (POL) · Helena Rakoczy · Natalia Kot-Wala · Danuta Stachow · Dorota Horzonek-Jokiel · Barbara Ślizowska · Lidia Szczerbińska |

## Clasament pe medalii
| Loc   | Țară                         | Aur | Argint | Bronz | Total |
| ----- | ---------------------------- | --- | ------ | ----- | ----- |
| 1     | Uniunea Sovietică            | 11  | 6      | 6     | 23    |
| 2     | Ungaria                      | 4   | 2      | 1     | 7     |
| 3     | Japonia                      | 1   | 5      | 5     | 11    |
| 4     | Echipa Unificată a Germaniei | 1   | –      | –     | 1     |
| 5     | Suedia                       | –   | 2      | 1     | 3     |
| 6     | Cehoslovacia                 | –   | 1      | –     | 1     |
| 7     | România                      | –   | –      | 2     | 2     |
| 8     | Finlanda                     | –   | –      | 1     | 1     |
| 8     | Polonia                      | –   | –      | 1     | 1     |
| Total | Total                        | 17  | 16     | 17    | 50    |